# Citroën GS
Citroën GS (1970-1980, седан і універсал) і Citroën GSA (1979-1986, ліфтбек і універсал) — компактний автомобіль, що випускався французькою фірмою Citroën в 1970-1986 роках. У 1971 році став «Європейським автомобілем року», обійшовши Citroën SM. На момент початок свого виробництва це був найбільш технологічно просунутий автомобіль в своєму класі.

## Ринок

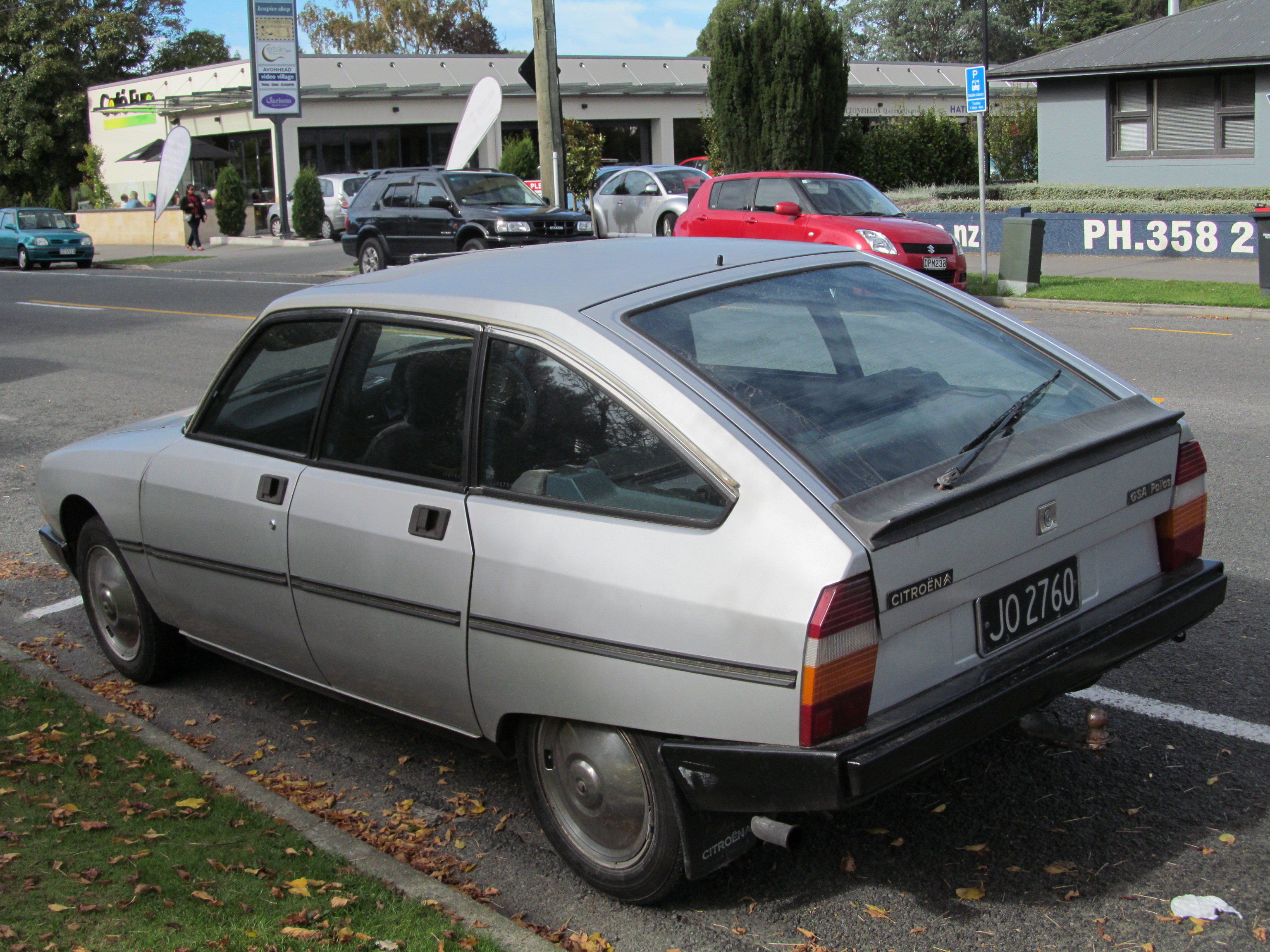
Citroen GSA

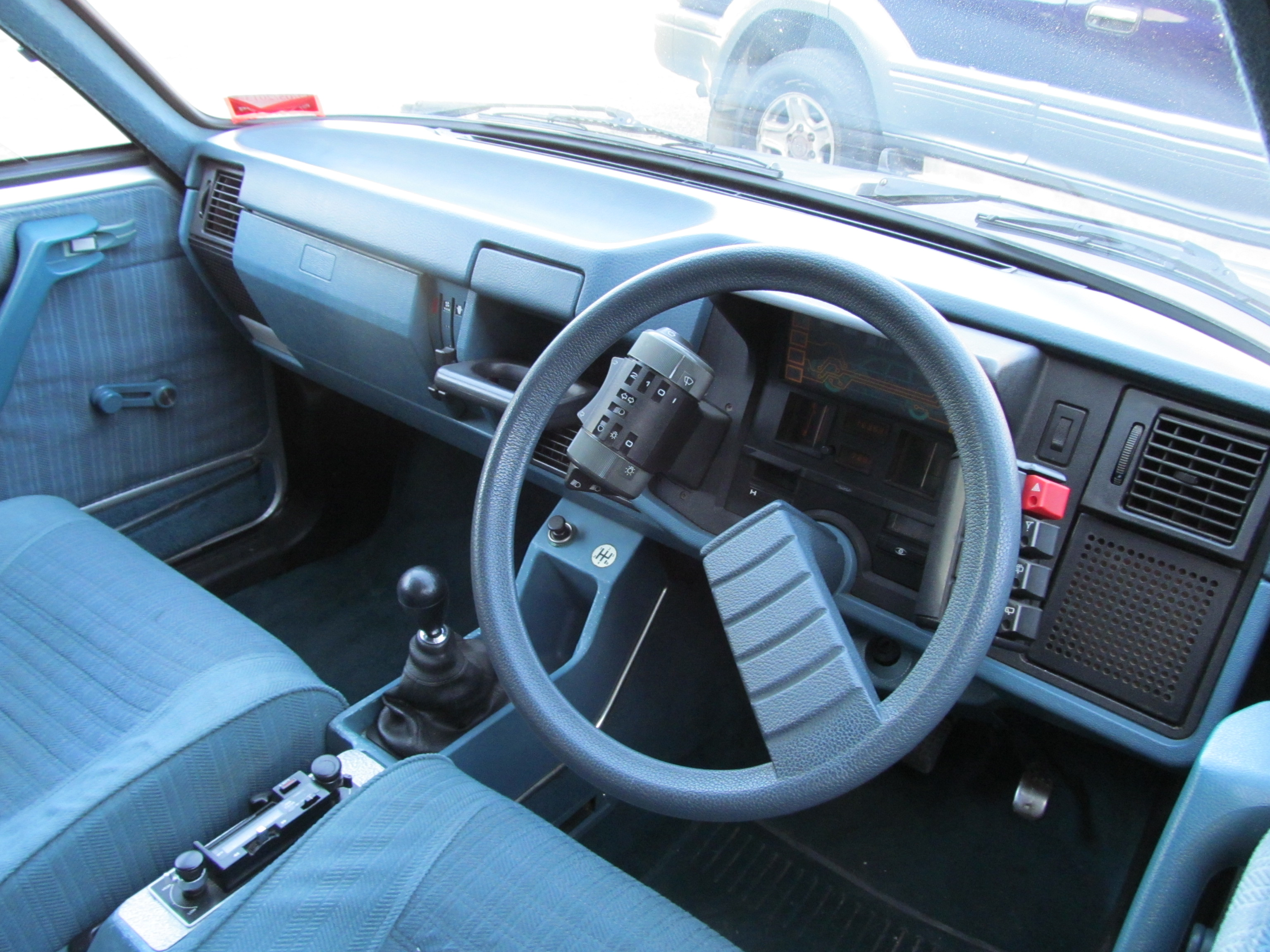

GS заповнили величезний розрив в автомобілях Citroën, між економічними 2CV і Ami і розкішним представницьким седаном DS, який був вищий за свого попередника Citroën Traction Avant. Залишаючи цю прогалину на ринку відкритою протягом п'ятнадцяти років, його заповнювали інші виробники, зайнявши великий обсяг сегмента ринку у Франції. Витрати на розробку, нафтова криза 1973 року, недопрацьований роторний двигун, все це призвело Citroën до банкрутства в 1974 році.
Продажі GS почалися досить активно, і він був найбільш продаваною моделлю Citroën протягом багатьох років. В цілому було вироблено 1 896 742 одиниць моделі GS і 576 757 моделі GSA.
На відміну від 2CV, DS і SM, автомобіль GS ніколи офіційно не імпортувався в США.

## Двигуни
- 1,015 cc flat-4 air-cooled
- 1,129 cc flat-4 air-cooled
- 1,222 cc flat-4 air-cooled
- 1,299 cc flat-4 air-cooled
- 1,990 cc Wankel engine